# Garuda Linux
Garuda Linuxは、Arch Linuxの仕様をベースとしたゲーミング目的のLinuxディストリビューションである。デスクトップ環境は複数提供されるが、デフォルトはKDE Plasmaである。「Garuda」はヒンドゥー教や仏教に由来する言葉で、「神聖な鷲のような太陽の鳥である鳥の王」として定義されている。
Garuda LinuxはArch Linuxの仕様をベースとしており、パッケージ管理システムにPacmanを利用するローリングリリースアップデートモデルを特徴とする。

## 歴史
Garuda Linuxは、インド出身の大学生であるShrinivas Vishnu Kumbharとドイツ出身のSGSによって2020年3月26日にリリースされた。

## 特徴

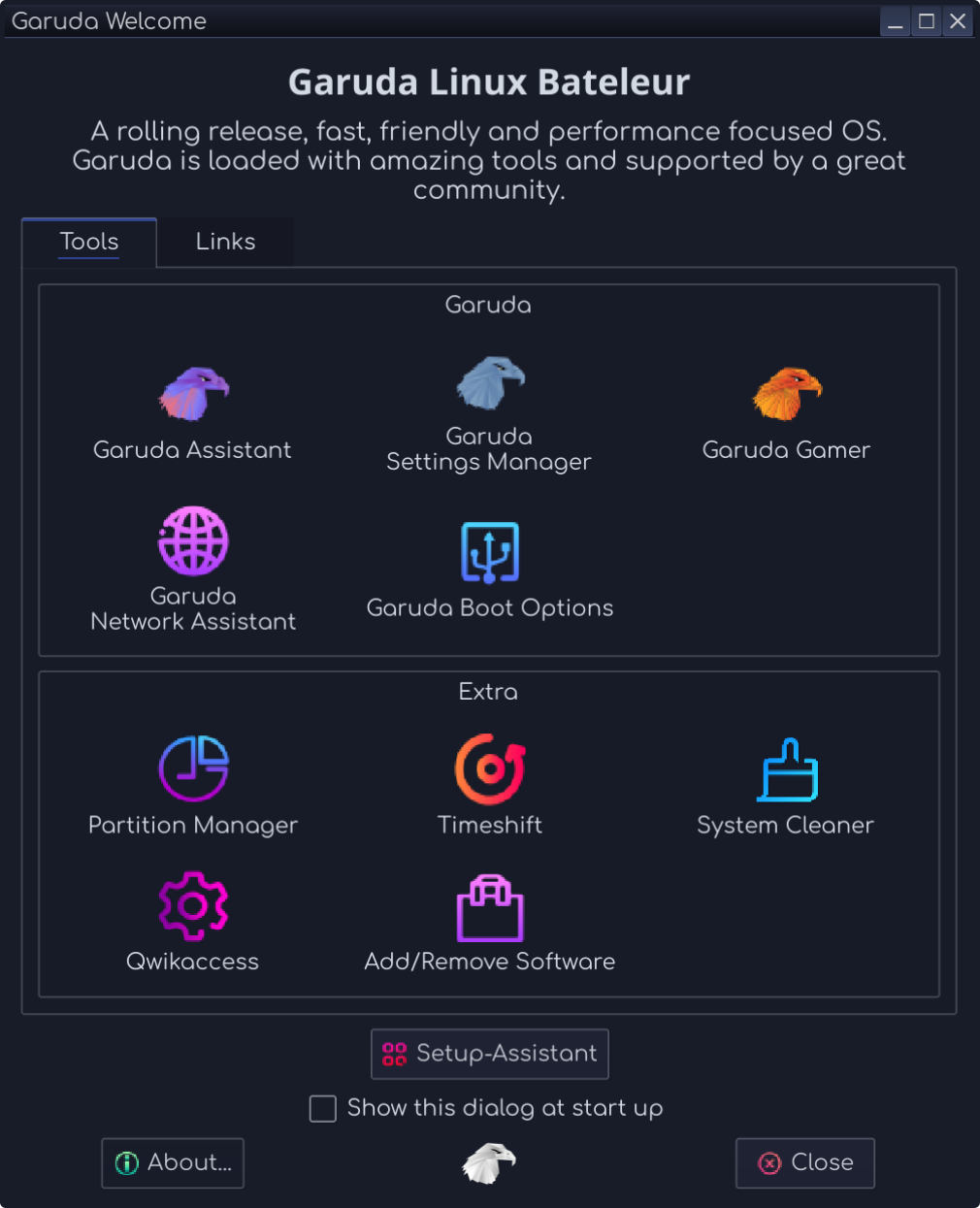
Garuda Linuxのウェルカムページ

Garuda Linuxの操作はArch Linuxのようにコマンドラインへ集中しておらず、全てに対しGUIが提供されている。Garuda Linuxのインストール処理は、グラフィカルインストーラーのCalamaresを利用して行い、ブートローダーにはGRUBを利用する。Garuda LinuxはスナップショットをサポートするBtrfsファイルシステムをデフォルトで使用する。スナップショットはブートローダーからアクセス可能で、圧縮をサポートする。Garuda LinuxにはPacmanのGUIフロントエンドとしてManjaroのpamacが含まれ、これによりPacman提供のパッケージや、SnapおよびFlatpakのパッケージをインストールすることができる。AURへのサポートはChaotic-AURが提供する。またコマンドラインを利用することもできる。Garuda Linuxにはさらに、カーネルなどのシステム設定用プログラムであるGaruda Settings Managerや、管理者設定変更用のGaruda Assistantも含まれる。Garuda Linuxのメインテーマは、macOSと似ていることで知られる Dra460nized (dragonized) カスタムKDE Plasmaテーマである。
Garuda Linuxに含まれるGaruda Gamerにより、ゲーミング関連パッケージのインストールが容易となるGUIが提供される。
Garuda Linuxがローリングリリースモデルということは、システムソフトウェアコンポーネントのアップデートは特別なソフトウェアアップデートを利用して行うのではなく、標準ソフトウェアアップデート中に行われることを意味している。